# Cassiopeia Theater
Das Cassiopeia Theater ist ein Fachtheater für zeitgenössisches Figuren- und Autorentheater. Es wurde 1989 von der Künstlerin Claudia Hann als Tourneetheater für Puppenspielkunst gegründet und wird seit dem Jahr 1995 gemeinsam von ihr und dem Regisseur Udo Mierke geleitet.

## Geschichte
1999 gründete das Künstlerpaar als Ergänzung des Tourneetheaters die stehende Cassiopeia Bühne. Diese Spielstätte in Köln ist den gleichen Aufgaben wie das Cassiopeia Theater verpflichtet. Im Jahr 2008 siedelte die Bühne von der Kölner Altstadt in größere Räumlichkeiten nach Köln-Holweide um.
Im Jahr 2004 wurde zur Verbreitung der Schriftwerke von Mitgliedern des Ensembles und befreundeter Theater bzw. Schriftsteller der Cassiopeia TheaterVerlag gegründet. 2005 konnte das erste Epidram als neues literarisches Genre in Form eines Theater-Hörbuches veröffentlicht werden.
Inhaltlich widmet sich das Schaffen des Theaters als Autorentheater einerseits der Neudramatisierung von klassischen Stoffen, die nicht zwingend Theatertexte sein müssen und Märchen sowie der Inszenierung zeitgenössischer Literatur, insbesondere Lyrik als Theaterstoff. Da neue Werke oder Neubearbeitungen historischer Stoffe und Quellen in den Eigenproduktionen des Cassiopeia Theaters für die Bühne entwickelt werden, handelt es sich bei den gezeigten Produktionen meist um Uraufführungen.
Darstellerisch suchen die vom Cassiopeia Theater inszenierten Themen ebenso wie die auf den Cassiopeia Bühne gezeigten Gastproduktion den Blick aufs Wesentliche. Mit diesem Begriff verbindet das Team des Theaters Anspruch und Herausforderung an Zielsetzung und Qualität seiner Arbeiten.
Der Einsatz von Artefakten bzw. Kunstgegenständen als Darsteller ist sowohl im Abendprogramm als auch im Familienprogramm ein besonderer Schwerpunkt der auf der Cassiopeia Bühne gezeigten darstellenden Kunst.
Der Regisseur des Cassiopeia Theaters, Udo Mierke, wurde 1992 von der Kommission der EU in Royan (Frankreich) für die Konzeptionierung und Umsetzung neuer Wege in der Medienerziehung ausgezeichnet. Mehrfach ergingen Einladungen zu nationalen und internationalen Festivals an das Theater; wiederholt war es für den Kölner Kinder- und Jugendtheaterpreis nominiert. Seine Produktionen wurden zum Jugendtheater des Monats ausgewählt und als einziges Figurentheater im Abendprogramm unter 267 Produktionen für den Theaterzwang NRW 2006 nominiert.
Das Team des Cassiopeia Theaters realisiert pro Jahr rund 60 bis 80 Aufführungen im Tourneebetrieb und gut 200 bis 230 Veranstaltungen auf der Cassiopeia Bühne. Auf der Bühne werden Eigen- und Gastproduktionen sowohl im Familienprogramm (rund 60 % des Angebotes) und Abendprogramm (knapp 40 %) gezeigt. Der Anteil der Gastproduktionen am Gesamtprogramm der Cassiopeia Bühne beträgt etwa ein Drittel.

## Inszenierungen (Auswahl)
Kindertheater
- Der Feuervogel (Premiere 1989)
- Die chinesische Nachtigall (Premiere 1994)
- Das hässliche Entlein (Uraufführung 1996)
- Jorinde und Joringel (Uraufführung 2002)
- Kleines Wildpferd! (Uraufführung 2004)
- Max auf den Bäumen. Das Rätsel des eisernen Turmes (Uraufführung 2005)
- Kranichmädchen. Geschichte vom Glück (Uraufführung 2006)
- Kleiner Drache flieg! (Uraufführung 2007)
- Mimi auf der Suche. Das Geheimnis der Bergelfen (Uraufführung 2009)
- NiemandsKind (Uraufführung 2011)
- Max und Mimi. Traum einer Sommernacht (Uraufführung 2013)
- Leo Drachenkind. Kleiner Drache, wie heißt du? (Uraufführung 2016)

Programme für erwachsenes Publikum
- Liebe und Verwandlung (Uraufführung 1999)
- Aymineh. Die Freiheit des Hirtenmädchens (Uraufführung 2000)
- Amor und Psyche. Ein Spiel mit Masken für Mann und Frau (Uraufführung 2002)
- Ich habe die Uhr geputzt. Theater aus Lyrik (Uraufführung 2003)
- Das Verhör der Katharina Güschen (Uraufführung 2010)